# 美國外國情報監控復審法院
美國外國情報監控復審法院（英語：United States Foreign Intelligence Surveillance Court of Review，縮寫為 FISCR）是根據美國1978年《外國情報監控法》建立的聯邦法院，其唯一的任務是審理對於美國外國情報監控法院所駁回的監聽令聲請的上訴。
如同其下級審外國情報監控法院，此法院的審判通常只有聯邦政府作為訴訟之唯一當事人。由於依據外國情報監控法所為的監聽令聲請是保密的，絕大多數情況下被監聽的一方無從知悉該監聽令之聲請，因此不可能對該監聽令提起上訴。外國情報監控復審法院至今只審理過聯邦政府對於監聽令聲請駁回之上訴，外國情報監控法亦只有規定對於監聽令聲請駁回之上訴。如同外國情報監控法院，此法院的所有訴訟流程均是保密的。
此法院雖成立於1978年，但遲至2002年才首次開庭審理自《外國情報監控法》立法以來的第一起上訴。